# Noémie Wolfs
Pour les articles homonymes, voir Wolfs.
Noémie Maria Alexis Ghislaine Wolfs, connue sous le nom de Noémie Wolfs, née le 20 octobre 1988 à Montaigu-Zichem, est une chanteuse et compositrice belge.
De 2010 à 2015, elle est la chanteuse du groupe Hooverphonic. À partir de 2015, elle entame une carrière solo.

## Biographie
En septembre 2010, elle a fini trois années d’études de graphiste à l'université de Gand.
Elle est en couple avec Simon Casier, le bassiste du groupe Balthazar,.

## Carrière
Elle est reconnue comme l’une des jeunes voix les plus appréciées de Belgique.

### 2010-2015: Hooverphonic

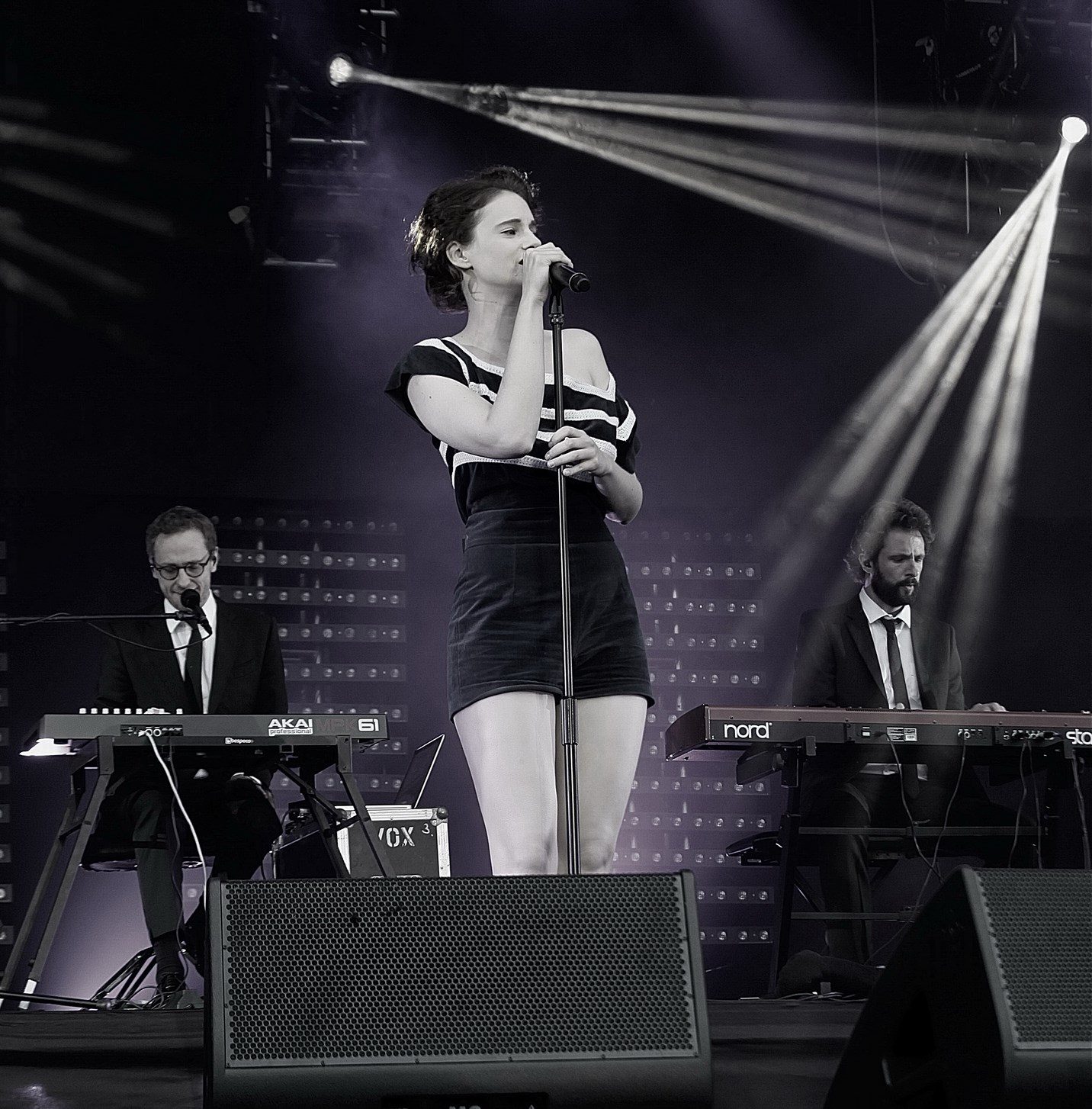
En concert avec Hooverphonic en 2011.

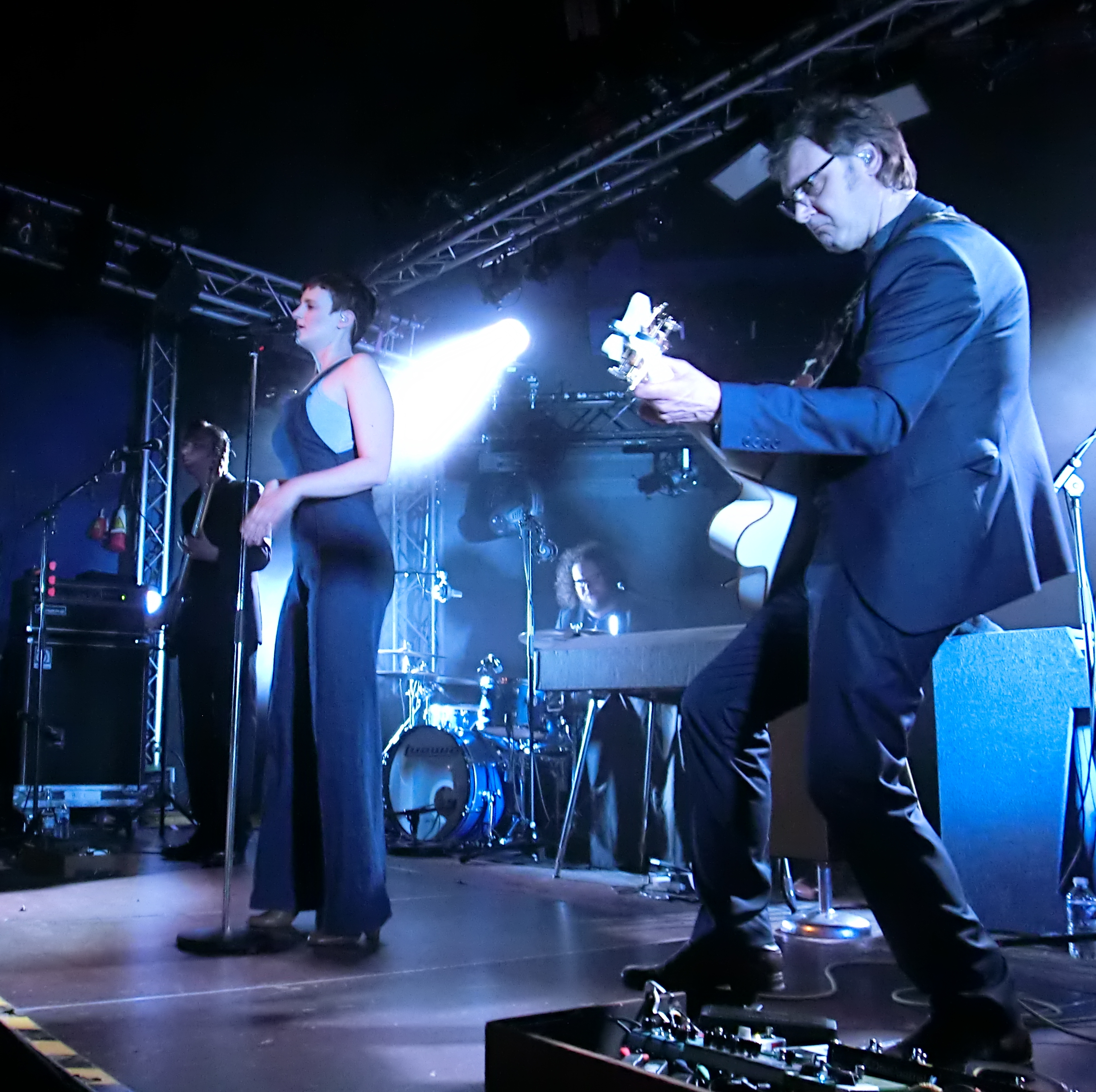
En concert avec Hooverphonic en 2014. Raymond Geerts à sa droite.

En octobre 2008, elle succède à Geike Arnaert. En 2010, à l’age de 22 ans, sans formation musicale, elle devient publiquement la nouvelle et cinquième chanteuse du groupe Hooverphonic pour succéder à Geike Arnaert après avoir été sélectionnée parmi mille candidats.
En 2011, elle a reçu le prix de la meilleure chanteuse au Radio 2 Summer Hit 2011,.
Bien qu’elle ne concordât plus très bien avec le reste du groupe en termes de style, Alex Callier argumente que ça n’était pas la raison principale de son départ. Ils ne s’entendaient plus et la chimie qui doit être ressentie entre les membres du groupe était partie. 
La décision de quitter le groupe vient de sa part. La décision s’est faite d’un commun accord. En mars 2015, elle quitte le groupe,.

### Depuis 2015: Carrière solo
Au troisième trimestre de 2015, elle signe avec le label Universal. En mars 2016, elle présente son premier single solo Burning. Sa première démo Hunt You, deviendra le nom de son premier album. En février 2020, elle sort son second album Lonely Boy’s Paradise majoritairement écrit et composé avec son compagnon, Simon Cazier, le bassiste du groupe Balthazar

## Discographie

### Singles avec Hooverphonic
- 2010 : The Night Before
- 2011 : Anger Never Dies
- 2011 : One Two Three
- 2011 : Heartbroken
- 2012 : Happiness
- 2012 : Unfinished Sympathy
- 2012 : Renaissance Affair (Version 2012)
- 2012 : George’s Café (Version 2012)
- 2013 : Harmless Shapes
- 2013 : Amalfi
- 2014 : Ether
- 2014 : Boomerang
- 2014 : Gravity

### Singles solo
- 2016 : Burning
- 2016 : Lost In Love
- 2016 : Hunt You
- 2017 : Trying to Pretend
- 2018 : Let Me Down
- 2019 : On the Run
- 2020 : Wake Me Up / Notorious
- 2023 : Lonely Heart
- 2023 : A Little Bit

### Clips
Clips, :
- On the Run
- Wake Me Up
- Lonely Boy’s Paradise